# Un, deux, trois... partez !
Pour les articles homonymes, voir Marathon.
Pour plus de détails, voir Fiche technique et Distribution.
Un, deux, trois... partez ! (The Marathon) est un film muet américain réalisé par Alfred J. Goulding, sorti en 1919.

## Synopsis
Harold est amoureux d'une jeune fille mais son père le chasse. Harold revient mais il se cache derrière un miroir lorsqu'un policier arrive.

## Fiche technique
- Titre : Un, deux, trois... partez !
- Titre original : The Marathon
- Réalisation : Alfred J. Goulding
- Production : Hal Roach
- Pays d'origine : États-Unis
- Format : Noir et blanc - 1,33:1 - Film muet
- Genre : comédie
- Durée : 10 minutes
- Date de sortie : 1919

## Distribution
- Harold Lloyd
- Snub Pollard
- Bebe Daniels
- Marie Mosquini
- Fred C. Newmeyer
- Noah Young
- Wallace Howe
- Bud Jamison
- Dee Lampton
- Gus Leonard
- Gaylord Lloyd
- Dorothea Wolbert
- William Petterson

## Diffusion
Un, deux, trois... Partez, Harold chez les pirates, Mon ami le voisin et Harold à la rescousse sont les quatre films interprétés par Harold Lloyd ressortis en 2014 après restauration sous le titre Les Nouvelles (Més)aventures d'Harold Lloyd.